# Gerhard von Dernath (1700-1759)
 For alternative betydninger, se Gerhard von Dernath. (Se også artikler, som begynder med Gerhard von Dernath)
Gerhard rigsgreve von Dernath (eller von der Nath) (17. december 1700 – 3. september 1759) var en holstensk adels- og embedsmand.
Han var søn af Gerhard von Dernath, var 1727-1736 vicekansler, 1736-1739 præsident for rentekammeret på Gottorp Slot, 1729 til sin død amtmand over Kiel, Bordesholm og Neumünster Amter.
Han blev 22. januar 1728 gift med komtesse Sophie Louise Charlotte von Bassewitz (8. marts 1709 – 11. oktober 1786 i Lübeck) og dermed svigersøn til Henning Friedrich von Bassewitz.
Han var far til kammerherre, gehejmeråd Friedrich Otto von Dernath.